# Rhaphiolepis wuzhishanensis
Rhaphiolepis wuzhishanensis là loài thực vật có hoa trong họ Hoa hồng. Loài này được W.B. Liao, R.H. Miao & Q. Fan mô tả khoa học đầu tiên năm 2007.